# Tekniske Universitet Federico Santa Maria
Tekniske Universitetet Federico Santa María (spansk: Universidad Técnica Federico Santa María) (UTFSM) (eller simpelthen Santa Maria Universitet) er et chilensk universitet, der blev grundlagt i 1926 i Valparaíso, Chile.
Det er et af de mest prestigefyldte ingeniøruniversiteter i landet og Latinamerika, og lægger særlig vægt på grundvidenskab, ingeniørfag og tekniske områder  med en nyere vækst i økonomi og erhvervsvidenskab . Universitetet har campus i Chile i Valparaiso, Viña del Mar, Santiago, Concepción og Rancagua samt en international campus i Guayaquil, Ecuador. Federico Santa María Tekniske Universitet er alma mater af flere fremtrædende forretningsmænd, ingeniører og chilenske forskere. Dens elever og alumner er kendt som "Sansanos" .
UTFSM var det første chilenske universitet for at give en doktorgrad i ingeniørvirksomhed i 1962 og den første højere uddannelsesinstitution i Latinamerika for at give denne grad. [8] UTFSM universitetsradio er den ældste campusradio i Latinamerika  The UTFSM university radio is the oldest campus radio in Latin America.
Universitetsadgangen er meget konkurrencedygtig, og det er kendt for sine strenge studiekrav, krævende studieprogram og for at være det eneste tekniske universitet i Chile for at kræve fysisk træning som en obligatorisk del af studieordningen på sine Valparaiso og Santiago Campuses. For årene 2011-2016 har UTFSM en bachelorretention på 81,0% i det første studieår og en 66,4% i andet år . Mindre end 1% af sine studerende er internationale, og de fleste af de tilgængelige kurser er givet på spansk.
UTFSM er historisk set opfattet som en af de mest prestigefyldte ingeniørskoler i landet, og for nylig er det blevet fremlagt blandt de øverste universiteter i Chile og Sydamerika med udseendet af nationale og internationale placeringer . Det er rangeret 1. i Chile og 2. i Sydamerika af The Times Higher Education World University Rankings 2014-2015 .
Gradueringsdagen afholdes den 20. december hvert år, da den erindrer årsdagen for grundlæggerens Federico Santa Maria Carreras død den 20. december 1925.